# Neoprolochus jacobsoni
Neoprolochus jacobsoni is een spinnensoort in de taxonomische indeling van de strekspinnen.
Het dier behoort tot het geslacht Neoprolochus. De wetenschappelijke naam van de soort werd voor het eerst geldig gepubliceerd in 1927 door Reimoser.